# خزمة
خَزَمَة أو كِنْتِيَة (الاسم العلمي: Howea)، جنس أشجار ليفية الجذع من فصيلة النخلية. مهدها جزيرة لورد هاو الأسترالية. تضم نوعين خزمة بلمور وخزمة فورستري. جذوعها منتصبة رشيقة مستدقة. براهمها كثيفة. خوص سعفها ريشي التركيب، متقابل، مفلق، دقيق النصل اللامع المتدلي الأطراف.

## الأنواع
من أنواعه:
- خزمة بلمور
- خزمة فورستري